# Карапетян, Мкртич

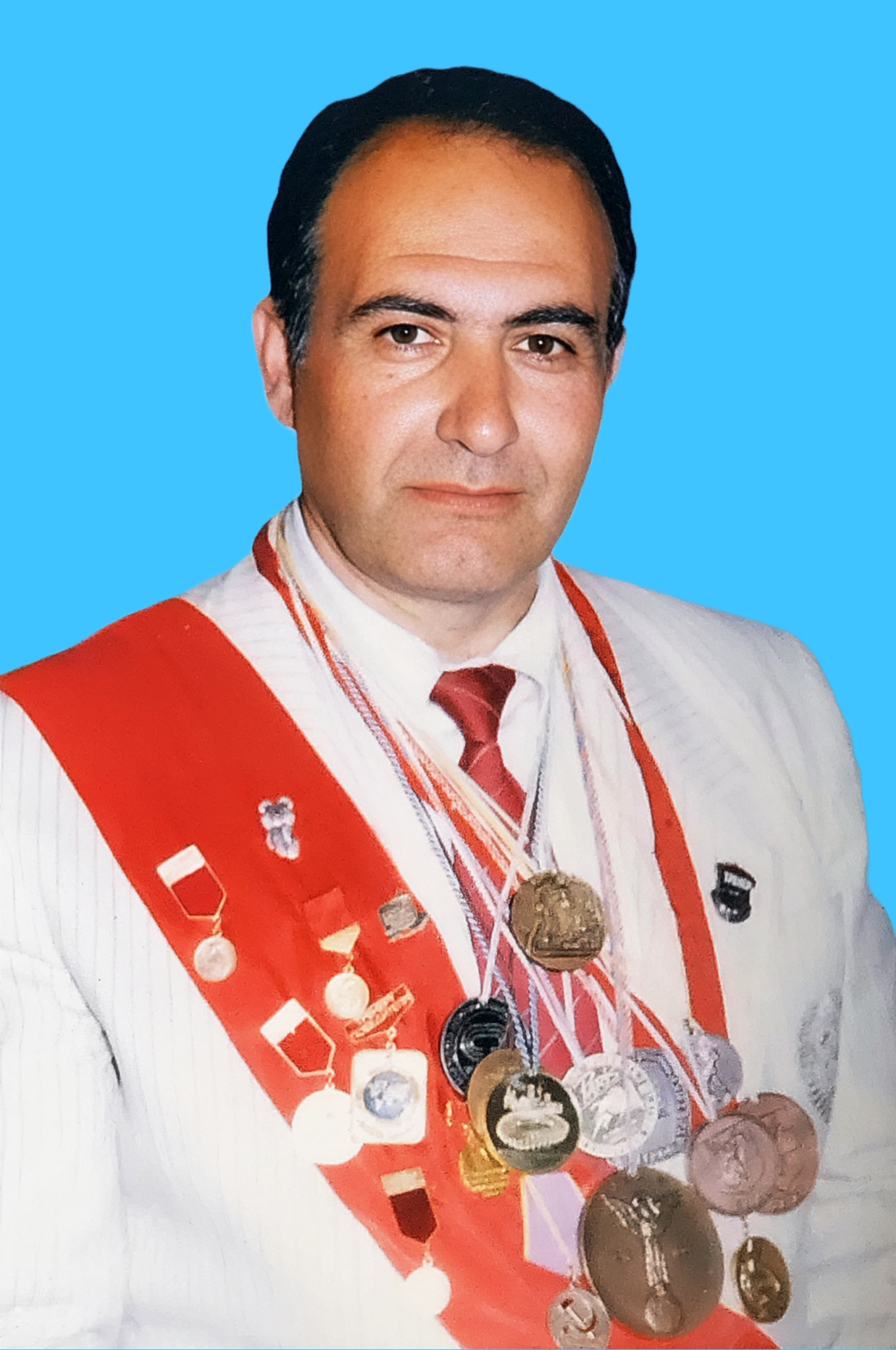
Портрет Карапетяна Mкртича Симоновича, Заслуженного тренера СССР И Армении

Мкртич (Мкртыч) Карапетян (арм. Մկրտիչ Կարապետյան; род. 5 сентября 1949, Ленинакан) — советский и армянский легкоатлет и тренер, заслуженный тренер Армянской ССР (1983), заслуженный тренер СССР (1987).

## Биография

### Мкртич Карапетян
Мкртич (Мкртыч) Карапетян (арм. Մկրտիչ Կարապետյան; род. 5 сентября 1949, Ленинакан) — советский и армянский легкоатлет и тренер, заслуженный тренер Армянской ССР (1983), заслуженный тренер СССР (1987).

### Биография
Дата рождения: 5 сентября 1949 года
Место рождения: Ленинакан (ныне Гюмри), Армянская ССР
Образование:
- Учился в школе № 7, Ленинакан
- Армянский государственный институт физической культуры (1967—1971)

Военная служба:
- Служил срочную службу в вооружённых силах СССР

Карьера:
- 1971—2007 годы: Тренер в школе лёгкой атлетики, Ленинакан
- 1976—1991 годы: Член спортивных профсоюзов СССР
- 1985—1988 годы: Главный тренер сборной СССР по прыжкам в длину и тройному прыжку
- 1991—1995 годы: Главный тренер сборной федерации легкой атлетики Армении

Известные ученики:
- Алла Ильина (спринтер)
- Рафаэль Критян (спринтер)
- Роберт Эммиян (прыгун в длину)
- Армен Мартиросян

Личная жизнь:
- С 2007 года проживает во Франции
- Женат на Светлане Джаноян
- Имеет троих детей
- Находится на пенсии

### Награды и звания
- Заслуженный тренер Армянской ССР (1983)
- Заслуженный тренер СССР (1987)

1. ↑  Мкртчян, Вадим. Рекорд Эммияна непоколебим. Голос Армении (21 сентября 2013). Архивировано 3 декабря 2022 года.